# 薬学女子
『薬学女子』（やくがくじょし）は、北乃ブンコによる日本の4コマ漫画作品。

## 内容
作者であり、北海道医療大学の薬学部薬学科の学生でもある北乃ブンコの実体験を基にした4コマ作品。
薬学部ならではの講義や実習内容をコミカルに描くと共に、薬に関する豆知識についても分かりやすく解説されている。
4コマ作品であると共に、どのような事を勉強しているのかあまり知られていない薬学部についても触れることが出来る作品。

## 海外での紹介
International Society for the History of Pharamacy の　newsletter Nr.12(2011) pp.12　には次のように記載されている．
Her manga contains many humorous and entertaining episodes about her life, classmates and teachers.
At the same time, it also discribes the typical experiencese of pharmaceutical sciensce students in 21st
century Japan.

## 単行本
- 北乃ブンコ『薬学女子 そのおクスリ取り扱い注意!』PHP研究所
  1. 2010年7月7日発行（2010年6月22日発売） ISBN 978-4-569-77979-9